# ساموئل گراندسیر
ساموئل گراندسیر (انگلیسی: Samuel Grandsir؛ زادهٔ ۱۴ اوت ۱۹۹۶) بازیکن فوتبال اهل فرانسه است.
از باشگاه‌هایی که در آن بازی کرده‌است می‌توان به باشگاه فوتبال استاد برستوا ۲۹، باشگاه فوتبال استراسبورگ، باشگاه فوتبال تروا، و آ.اس موناکو اشاره کرد.
وی همچنین در تیم ملی فوتبال زیر ۲۱ سال فرانسه بازی کرده‌است.